# Máriaremetei kegyhely
Máriaremetei kegyhely egy római katolikus búcsújáróhely Budapesten. A Szűz Mária-kegyhely a Esztergom-Budapesti egyházmegyéhez tartozik.

## Földrajzi fekvése
Buda északnyugati részén, a városhatárhoz közel fekszik Máriaremete. A budapesti II. kerülethez tartozik, a Solymár felé vezető úton fekszik. Megközelítése Hűvösvölgytől induló budapesti közlekedési vállalat buszjáratával lehetséges. A kegyhelyen áthalad a kék kereszt turista, és a Mária-út zarándok ösvény.

## A kegyhely területei

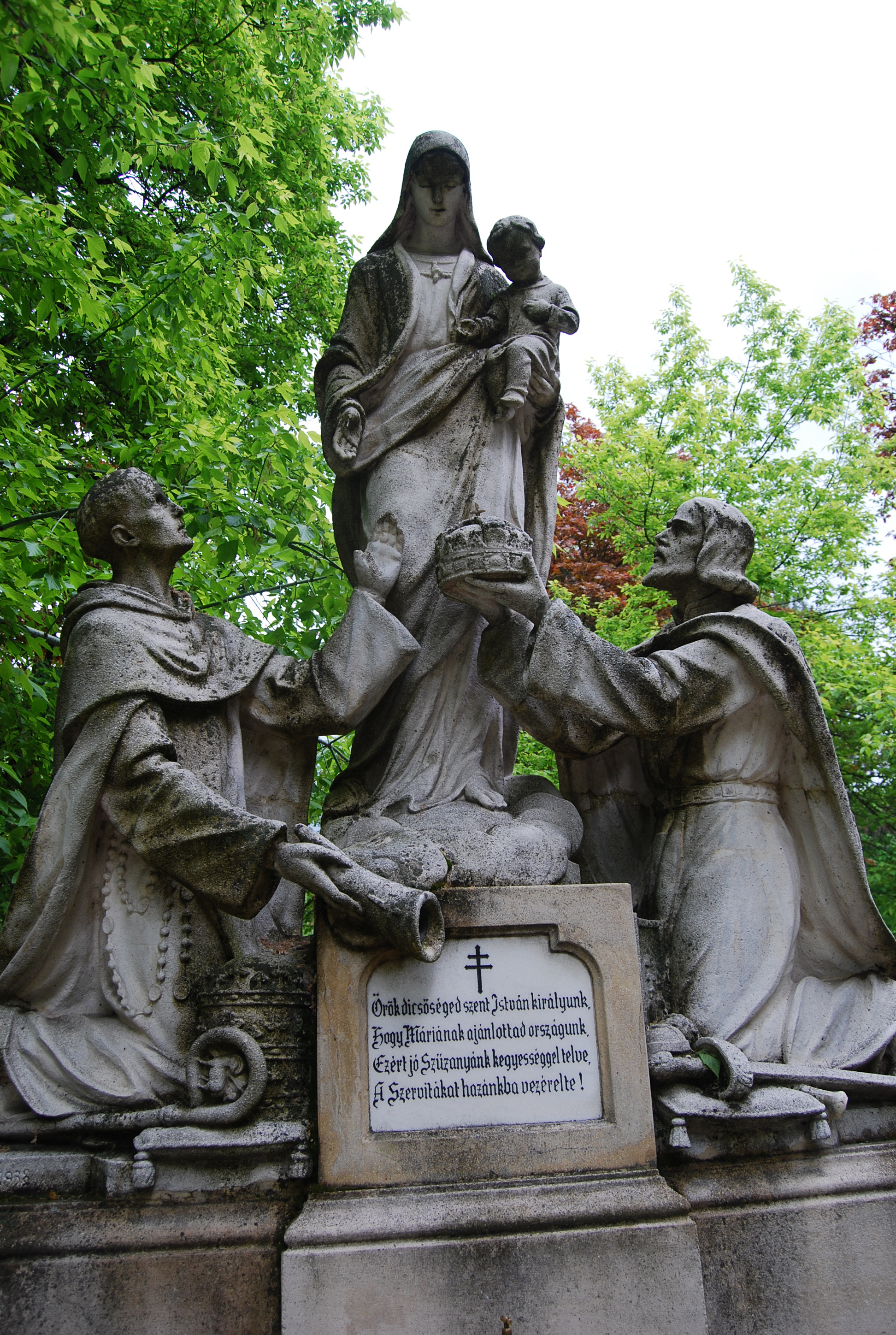
Az 1938-ban emelt szentkút

- A kegyhely a Máriaremetei Kisboldogasszony templomból és a jelentős kiterjedésű templomkertből áll. A főúti főbejáratot két angyal szobor őrzi, Szent Mihály és Rafael arkangyal. Innen két sétány vezet be, amelyek szegélyén pihenő részeket alakítottak ki. Az egyik pihenőnél a Szent Koronára emlékeztető földhalom áll kereszttel a tetején. Mellette egy kopjafa Torockó felirattal. A másik sétány pihenő részén Krisztus feszület található. A templomhoz közel emeltek egy szentkutat, egy szabadtéri oltárt, keresztutat, Szent Imre és Szent László szobrokat. A szobrok Krasznai Lajos alkotásai.
- A szabadtéri oltár 1959-ben épült. Szentélyében egy Lourdesból hozott Mária szobor másolat található, melyet a francia kegyhely püspöke adományozott a lourdes-i jelenés 100. évfordulója alkalmából. Az emelvény újonnan épült, szegélyén 42 Mária-kegyhely van felírva vörös márvány foglalatban. A szobor Lourdesból hozott sziklán áll.
- A szentkút egy hármas szoborcsoport, Szűz Máriát és Szent Istvánt ábrázolja. Ivókútjából négy oldalról ihatnak a zarándokok. A szentkutat a szerviták emelték Szent István felajánlásának 900. évfordulójára, 1938-ban.

## Története

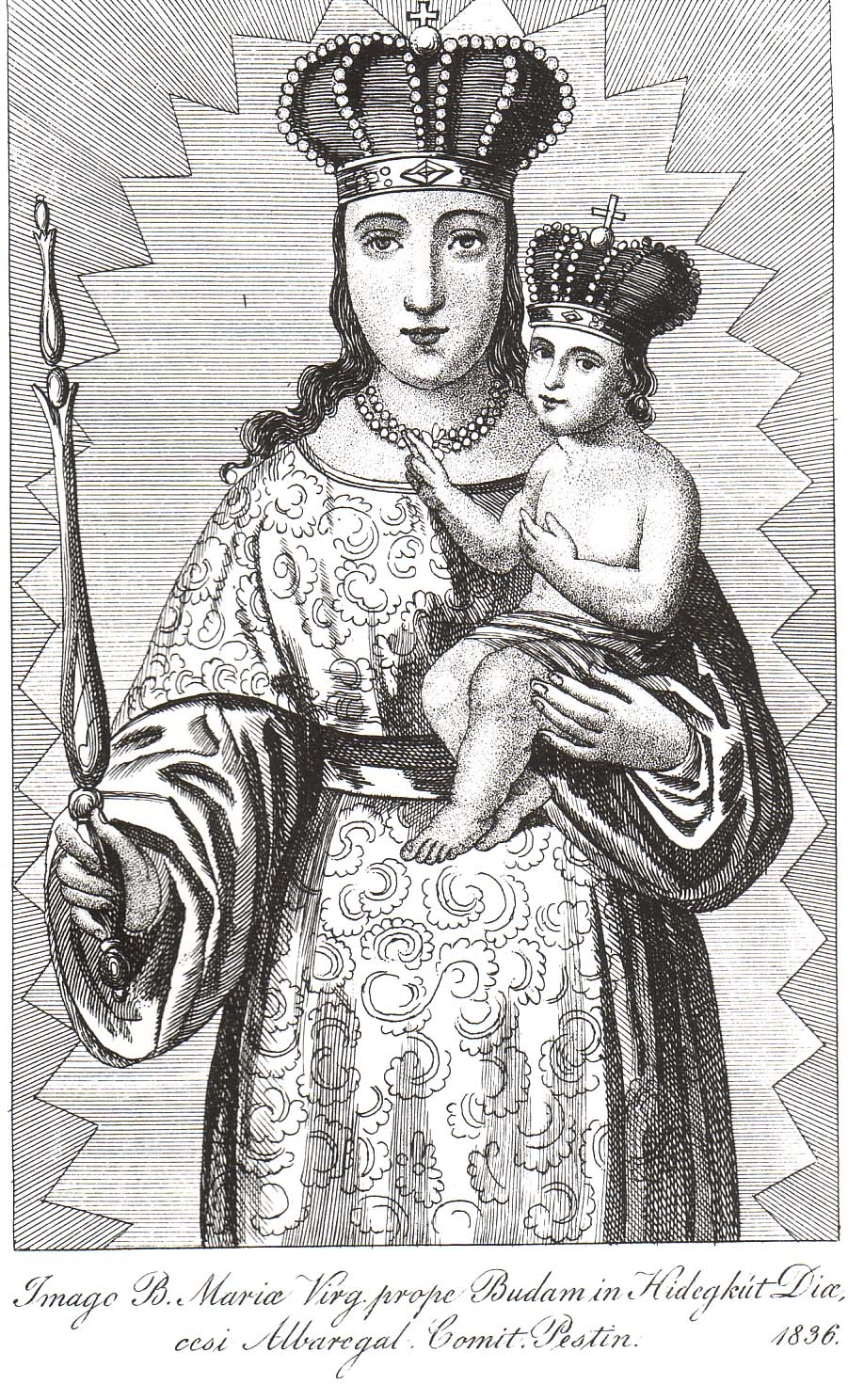
A Máriaremetei kegykép illusztrációja

1740-ben Hidegkútra költözött egy 15 éves svájci lány Thalweiser Katalin, aki magával hozott egy Mária-kegyhely szobor festmény másolatát Svájcból, Einsiedelből. Ezt kifüggesztette az erdőben egy fára és odajárt imádkozni. A kép előtt mások is imádkoztak, és az imák meghallgatásra kerültek. A gyógyulásokat ugyan nem jegyezték le mind, de az egyiket igen. Forstmátné a kép előtt imádkozva kapta vissza látását. A kegykép őrzésére fakápolna, majd kegytemplom épült példátlan összefogással. A hívek adományaiból épült a Kisboldogasszony templom (Máriaremete).

## Búcsúk, zarándokok
X. Piusz pápa 1907-ben teljes búcsút engedélyezett a kegyhelynek. Máriaremetei kegyhely egyik állomása a Budapestet megkerülő zarándokútnak, amelynek a neve Élő Rózsafüzér Zarándoklat. A főbúcsúja Nagyboldogasszony és Kisboldogasszony napján van.
A kegyhelynek saját éneke van.
| „ | Szűz Máriát dicsérni, hívek, jöjjetek! Remetei kegyhelyen hálát zengjetek! Amennyi szép virág van nyíló tavaszkor, Annyiszor légy dicsérve Anyánk, mindenkor. | ” |
|   | |   |